# 广州市江南外国语学校
江南外国语学校（简称江外）是一所位于中国广东省广州市海珠区的公立全日制、全走读制初级中学。江外前身是开办于1988年的广州市江南中学，于2013年与广州市第四十九中学合并后，升级为外国语学校。现有南北两个校区，其中北校区即为原江南中学校址，南校区为原第四十九中学校址。

## 校园环境

### 北校区
- 占地面积：15378㎡。
- 建筑面积：12700㎡。
- 功能性场室：图书馆、电子阅览室、主控室、演播室、英语情景教学室、多媒体电教室、语音室、电脑室、学科专用室和实验室等近40个。
- 多媒体教学平台：38个。
- 信息化设备：电子计算机318台。校园网实现主干带宽为1000M，同时做到100M光纤到楼，共有交换机22台，6台服务器，364个信息点。
- 运动区域：200米塑胶环形跑道和田径运动场、独立的足球场、篮球场、排球场、羽毛球场、乒乓球场。

另有小型植物园、多个金鱼池和欧式花园，欧式花园中陈设一座直径约为三米的地球仪。

### 南校区
- 占地面积：14241㎡。
- 建筑面积：11253㎡。
- 运动区域：200m环形塑胶跑道、60m直跑道，塑胶标准篮球场3个，水泥地篮球场2个，排球场1个，羽毛球场2个。

另有面积达870㎡的生物地理园。

## 办学成果
江南外国语学校的前身江南中学于2005年被评为广东省一级学校，是当时广州市老城区第一所省一级的初级中学。

## 特色课程

### 第二外语
江外目前仅于初一级开设第二外语课程，现有德、日、韩、法四种。课程时间为每周二下午第二和第三节课。这段时间对于初二和初三而言一般作为自习课。

### 外教课程
初一、初二级开设外教英语课程。

## 对外交流
江外与香港萧明中学和真道书院等结成姊妹学校，每年寒假组织学生到香港开展“全英香港文化交流冬令营”。近10年，学校先后有1000多名师生到香港的圣保禄中学、维多利亚国际学校、萧明中学、真道书院、林百欣中学、凤溪中学等开展交流学习活动，与香港萧明中学和真道书院多次开展“一课两讲”、“同根同心”主题教育活动等。
每年暑假，江外既组织学生游学团、选派师生前往加拿大和英国的姊妹学校、友好学校进行教育交流活动，亦请加拿大、美国、澳大利亚的老师来校举办“全英美式奇趣夏令营”和“加拿大英语领袖夏令营”活动。近年来，江外派出百余名师生赴加拿大、新西兰、英国、法国、德国、韩国等国开展文化交流活动或游学活动。